# 莱方丹
莱方丹（法語：Lez-Fontaine）是法国北部-加来海峡大区诺尔省的一个市镇，属于埃尔普河畔阿韦讷区索勒尔堡县。该市镇2009年时的人口为229人。

## 人口
莱方丹人口变化图示
| 数据来源：INSEE |